# Raymundo de Souza
Raymundo de Souza (Santo André, 12 de maio de 1952)   é um ator brasileiro que atua em novelas, teatro e cinema.
Com mais de quarenta peças no currículo, Raymundo atuou ao lado de nomes como Cleyde Yáconis, Ziembinski, Ruth Escobar, Tereza Raquel e Jonas Mello.
Na televisão, estreou em 1979, na novela "Cara a Cara", da Rede Bandeirantes. Ingressou na Rede Globo em 1982 na série Caso Verdade, onde em 1986 teve destaque como o poeta Dimas (Rafael), de "Sinhá Moça", onde atuou ao lado de atores como Rubens de Falco e Luiz Carlos Arutin. 
Sempre muito atuante e presente nas telenovelas, Raymundo de Souza passou por praticamente todas as emissoras brasileiras como TV Cultura onde atuou em Maria Stuart, SBT onde atuou em Vida Roubada, Meus Filhos, Minha Vida, Cortina de Vidro, Brasileiras e Brasileiros e Amor e Ódio. Na TV Manchete interpretou o vilão Felipe Câncio em Mandacaru e na Globo participou ainda de novelas como Direito de Amar, Mandala, Pacto de Sangue, Pedra sobre Pedra, O Cravo e a Rosa, Terra Nostra e Cabocla, entre outras.
Contratado pelo TV Rercord em 2007 para a novela Vidas Opostas, Raymundo de Souza é um dos atores mais frequentes em produções da emissora desde então, já tendo atuado em cerca de 15 novelas e minisséries na emissora, com destaque para grandes produções bíblicas como Rei Davi, Os Dez Mandamentos e A Terra Prometida.
Em 2018 Raymundo de Souza passou por 45 cirurgias e permaneceu internado por mais de sete meses, após sofrer um acidente de moto no Rio de Janeiro. O ator teve alta e desde então segue se recuperando do acidente, enquanto se prepara para retornar ao trabalho.

## Filmografia

### Televisão
| Ano  | Título                              | Personagem                         | Notas                                   | Emissora          |
| ---- | ----------------------------------- | ---------------------------------- | --------------------------------------- | ----------------- |
| 1979 | Cara a Cara                         | Zé Eduardo                         |                                         | Rede Bandeirantes |
| 1981 | Rosa Baiana                         | Walter                             |                                         | Rede Bandeirantes |
| 1981 | O Resto É Silêncio                  | —                                  |                                         | TV Cultura        |
| 1981 | Partidas Dobradas                   | Lincoln                            |                                         | TV Cultura        |
| 1982 | Maria Stuart                        | —                                  |                                         | TV Cultura        |
| 1982 | Caso Verdade                        | Eusébio                            | Episódio: "A Padroeira"                 | Rede Globo        |
| 1982 | Ninho da Serpente                   | Eduardo                            |                                         | Rede Bandeirantes |
| 1983 | Maçã do Amor                        | Michel                             |                                         | Rede Bandeirantes |
| 1983 | Vida Roubada                        | Johnny Raegan                      | [ 2 ]                                   | SBT               |
| 1984 | Meus Filhos, Minha Vida             | Mário Santos                       |                                         | SBT               |
| 1986 | Sinhá Moça                          | Dimas (Rafael)                     |                                         | Rede Globo        |
| 1987 | Direito de Amar                     | Alberto Cerqueira                  | [ 3 ]                                   | Rede Globo        |
| 1987 | Mandala                             | Nando                              |                                         | Rede Globo        |
| 1989 | Pacto de Sangue                     | Zé Soldado                         |                                         | Rede Globo        |
| 1989 | Cortina de Vidro                    | Dantas                             |                                         | SBT               |
| 1990 | Brasileiras e Brasileiros           | Vítor                              |                                         | SBT               |
| 1991 | O Portador                          | Oscar                              | [ 4 ]                                   | Rede Globo        |
| 1992 | Pedra sobre Pedra                   | Emanuel (Sete Estrelas)            |                                         | Rede Globo        |
| 1995 | Irmãos Coragem                      | Policial                           |                                         | Rede Globo        |
| 1995 | Você Decide                         | —                                  | Episódio: "Paixão Bandida"              | Rede Globo        |
| 1995 | Explode Coração                     | Bandido                            | Participação especial                   | Rede Globo        |
| 1996 | Caça Talentos                       | Soupai                             | Episódio: "Maison Gatton"               | Rede Globo        |
| 1996 | Irmã Catarina                       | Nelson                             | [ 6 ]                                   | CNT               |
| 1997 | Você Decide                         | Manoel de Freitas                  | Episódio: "Meu Pai"                     | Rede Globo        |
| 1997 | A Sétima Bala                       | Ítalo                              | [ 7 ]                                   | Rede Record       |
| 1997 | Por Amor e Ódio                     | Romeu Villanova                    |                                         | Rede Record       |
| 1997 | Mandacaru                           | Felipe Câncio                      |                                         | Rede Manchete     |
| 1997 | Você Decide                         |                                    | Episódio: "Na Sombra do Passado"        | Rede Globo        |
| 1998 | Você Decide                         |                                    | Episódio: "Assédio"                     | Rede Globo        |
| 1999 | Ô... Coitado!                       | Candidato a vaga de patrão de Filó | Episódio: "Filó Desempregada"           | SBT               |
| 1999 | Terra Nostra                        | Renato                             |                                         | Rede Globo        |
| 2000 | O Cravo e a Rosa                    | Inspetor Sigismundo                |                                         | Rede Globo        |
| 2001 | Amor e Ódio                         | Fortunato                          |                                         | SBT               |
| 2004 | Cabocla                             | Jorge Adib                         |                                         | Rede Globo        |
| 2004 | Da Cor do Pecado                    | Delegado                           |                                         | Rede Globo        |
| 2005 | Dedé e o Comando Maluco             | Xeque das Arábias                  |                                         | SBT               |
| 2005 | Senta Que Lá Vem Comédia            | —                                  | [ 8 ]                                   | TV Cultura        |
| 2006 | Linha Direta Justiça                | Delegado da Polícia Federal        | Episódio: "O Roubo da Taça Jules Rimet" | Rede Globo        |
| 2007 | Carga Pesada                        | —                                  | 2 episódios                             | Rede Globo        |
| 2007 | Vidas Opostas                       | Haroldo de Souza                   |                                         | Rede Record       |
| 2007 | Caminhos do Coração                 | Juan Figueroa / Pablo Figueroa     |                                         | Rede Record       |
| 2008 | Chamas da Vida                      | Comandante Eurico Camargo          |                                         | Rede Record       |
| 2009 | A Lei e o Crime                     | Delegado Berlusco                  |                                         | Rede Record       |
| 2010 | Ribeirão do Tempo                   | Virgílio                           |                                         | Rede Record       |
| 2012 | Máscaras                            | Sequestrador                       |                                         | Rede Record       |
| 2012 | Rei Davi                            | Agague                             |                                         | Rede Record       |
| 2013 | Pecado Mortal                       | Perfume                            |                                         | Rede Record       |
| 2014 | A Saga                              | Nhô Jéca                           | [ 9 ]                                   | TV Brasil         |
| 2014 | Milagres de Jesus                   | Sisenando                          |                                         | Rede Record       |
| 2014 | Vitória                             | Ednaldo Correia do Nascimento      |                                         | Rede Record       |
| 2015 | Os Dez Mandamentos                  | Nabor                              |                                         | Rede Record       |
| 2016 | Os Dez Mandamentos - Nova Temporada | Quemuel                            | Participação especial                   | Rede Record       |
| 2016 | A Terra Prometida                   | Quemuel                            |                                         | Rede Record       |
| 2017 | Belaventura                         | Joniel Castroneves                 |                                         | Rede Record       |
| 2021 | Nos Tempos do Imperador             | Reitor Serafim Cabral              |                                         | Rede Globo        |
| 2021 | Gênesis                             | Nordic                             |                                         | Rede Record       |
| 2024 | Arcanjo Renegado                    | Euller                             | Temporada 3                             | Globoplay         |

### Cinema
| Ano  | Título                | Personagem | Notas          |
| ---- | --------------------- | ---------- | -------------- |
| 2024 | Horizonte             | Rui        | [ 13 ]         |
| 2016 | Anthropos             | Velho      | Curta-metragem |
| 1990 | A Rota do Brilho      | Roque      |                |
| 1987 | O Bebê                | Jorge      | Curta-metragem |
| 1983 | Flor do Desejo        | Tigre      |                |
| 1982 | O Homem do Pau-Brasil | —          | [ 14 ]         |